# Peter Egan
Peter Joseph Egan, född 28 september 1946 i London, är en brittisk skådespelare.

## Filmografi i urval
- 1973 - Föraktet - kapten Hugh Cantrip
- 1975 - Hennessy - hänsynslös hämnare - Williams
- 1981 - Triumfens ögonblick - hertigen av Sutherland
- 1983 - Operation kidnappning - Reinhard Heydrich
- 1990 - Avhopparen - Dennis Guant
- 1994 - MacGyver: Trail to Doomsday - Frederick
- 1995 - Påfågelns öga - Edward
- 1997 - Bean - Den totala katastroffilmen - Lord Walton
- 1999 - Ett fall för Frost - Private Lives - Richard Darrow
- 2001 - Kommissarie Lynley - En högst passande hämnd - doktor Trenarrow
- 2007 - Trångt i kistan - Victor
- 2015–2021 – Saknad, aldrig glömd (TV-serie)

## Utmärkelser
- 1974 - BAFTA Film Award - bästa nykomling i huvudroll för Föraktet